# 関門製糖
関門製糖株式会社（かんもんせいとう）は、砂糖を製造する製糖会社である。DM三井製糖ホールディングス系列の大日本明治製糖（現・DM三井製糖）の100%子会社である。
2021年9月30日付で、日本甜菜製糖が保有していた株式50%が大日本明治製糖へ譲渡され、関門製糖は大日本明治製糖の完全子会社となった。日本甜菜製糖は引き続き生産を受託する。

## 沿革
- 1982年（昭和57年）6月 - 大日本製糖株式会社（現在の大日本明治製糖）と、三菱商事が出資し、西日本製糖株式会社として設立。大日本製糖の砂糖製造を受託。
- 1983年（昭和58年）2月 - 明治製糖株式会社（現在の大日本明治製糖）が資本参加。明治製糖の砂糖製造を受託。
- 2001年（平成13年）4月 - 日本甜菜製糖株式会社が資本参加。同社の砂糖製造を受託。関門製糖株式会社に改称。
- 2021年（令和3年）9月30日 - 株式譲渡により、大日本明治製糖（現在のDM三井製糖）の完全子会社となる。